# 詹克斯普萊斯 (加利福尼亞州)
詹克斯普萊斯（英語：Jenks Place）是位於美國加利福尼亞州格伦縣的一個非建制地區。該地的面積和人口皆未知。

## 地理
詹克斯普萊斯的座標為39°42′31″N 122°50′54″W / 39.70861°N 122.84833°W，而該地的平均海拔高度為1614米（即5295英尺）。